# ピエール・ルルー

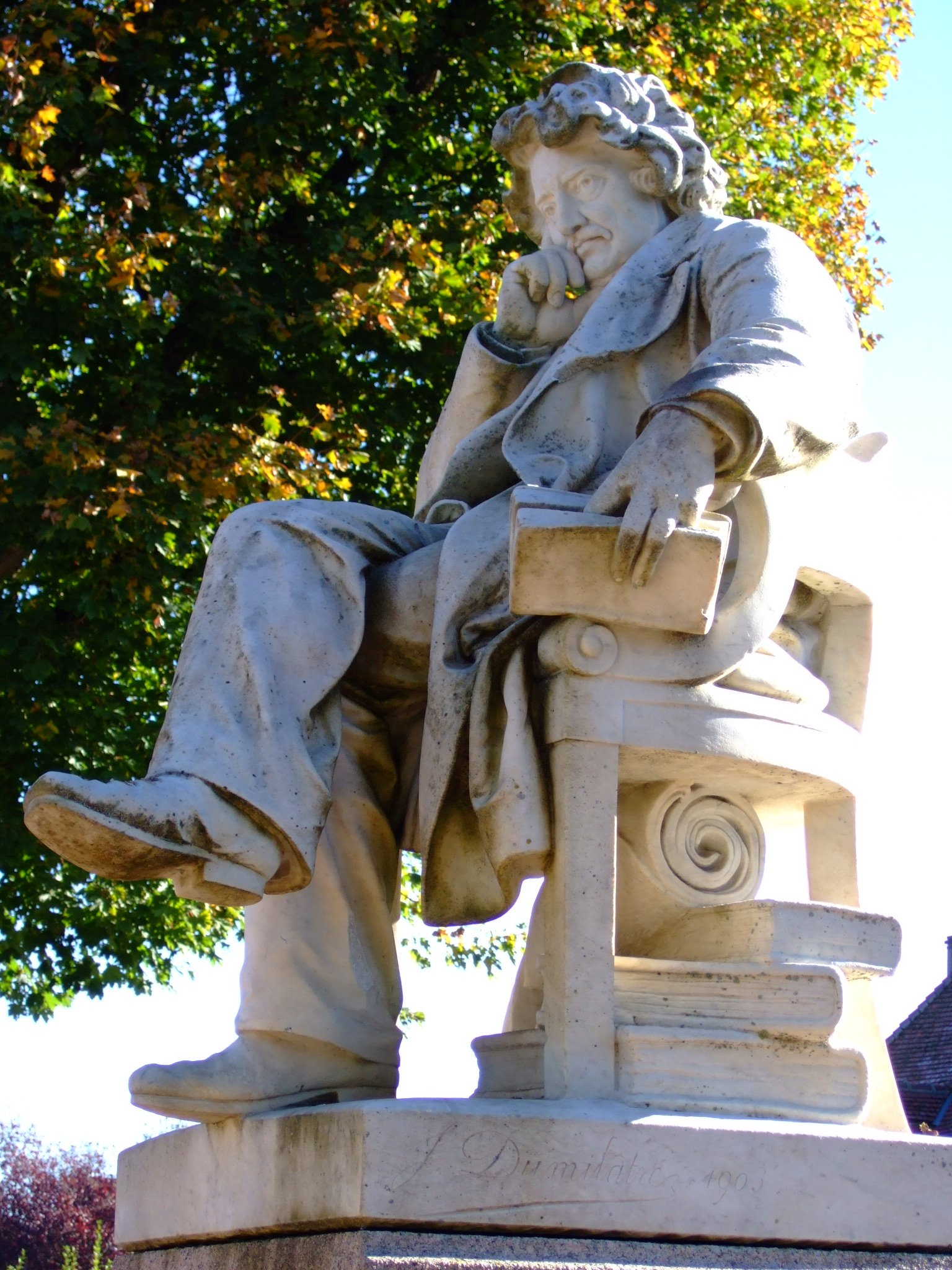
ピエール・ルルー像

ピエール・ルルー（仏: Pierre Leroux, 1797年4月7日 - 1871年4月）はフランスの哲学者・政治経済学者。

## 生涯
現在パリの一部になっているベルシーで職工の息子として生まれた。父親の死により彼は教育を受けられなくなり、彼が母親ら家族を支えることを強いられた。最初は石工として、その後植字工として仕事をし、デュボワと『ル・グローブ 』を創刊した。1831年にサン＝シモン派コミュニティの公式機関誌になり、彼はコミュニティの重要なメンバーになった。同年11月、アンファンタンが女性の公民権と司祭夫婦 （couple-prétre ）機能を説いた時、ルルーは派閥から離れた。1834年に彼は『個人主義と社会主義』と題したエッセイを刊行した。個人主義と社会主義の両方の傾向に対するその懐疑論的メッセージにも拘らず、フランスの政治論では社会主義の用語を採用している。1838年、彼と共に離脱したジャン・レイノーと『新百科全書 』（1838年-1841年版）を創刊した。彼がそこに書き込んだ記事の中には「De l'egalité 」と「Refutation de l'éclectisme 」があり、それらは独立したものとして後になって掲載された。
1840年に彼は研究論文『De l'humanité 』（1845年第2版）を発表した。論文には彼の論理体系の最大限に詳細な解説があり、人道主義者の哲学的な宣言文として考えられている。1841年に彼はジョルジュ・サンドの手を借りて『ルヴュ・アンデパンダン 』を創刊した。ルルーはサンドに対し多大な影響力を持っていた。ルルーに捧げられたサンドの『Spiridion 』、『Sept cordes de la lyre 』、『Consuelo 』、『La Comtesse de Rudolstadt 』は、その人道主義者の感化で書かれた。
1843年に彼はクルーズ県ブーサックで、彼の体系的概念に沿って組織された印刷団体を設立し、『ルヴュ・ソシアラ 』を創刊した。1848年の革命が起きた後に彼は立憲議会に選出され、1849年に立法議会に選出されたが、極端な社会主義者の側から代わって彼の弁論は、あまりに抽象的で分かりにくく、効果がなかった。1851年12月2日のクーデター後に彼は家族と共にジャージーに移住し、農業の実験を行い、社会主義の詩「La Grève de Samarez 」を書いた。カール・マルクスは第一インターナショナルの中央評議会に彼を指名した。1869年の最終的な恩赦で彼はパリに戻り、コミューン政権中に世を去った。

## 思想
ルルーの著作は思想史上で恒久的意義はなかった。彼は体系的理論の解説者であるよりはむしろ感情と野心の宣伝者であった。彼は、確かに、ある体系を持っていたが、それは借り物の教義の特異な寄せ集めであり、サン＝シモン派からだけでなく、ピタゴラス派と仏教徒的な根源からでもあった。哲学上での彼の基本原理は彼が「三の組」と呼ぶそれである。全てのものに浸透しているという、彼が発見したある3の組で、神におけるそれは「力、知性、愛」、人間におけるそれは「感覚、感情、知識」である。
彼の信仰上の教義は汎神論的であり、彼は一般に考えられているような来世を信じることを拒否し、輪廻転生の論理をそれに代えている。社会経済の上で彼の見解は非常に曖昧であり、彼は家族、国家、財産を保護しているが、今やそれらは、排除されるべき独裁主義が3つ全ての中にある。彼はこの三重の専制政治が破壊される一定の組み合わせを想像しているが、彼の解決策は、長のいない家族、政府のいない国家、所有権のない財産の創造を必要とするようである。政治上、彼は絶対的な平等を提唱している。それは1つの民主主義である。
ルルーの思想史上の意義は1790年代の革命期とナポレオン時代に続くフランスで精神性と共同体を復活させようとした彼の試みにある。彼の空想的な社会主義者の同時代人の多くの場合のように、ルルーは、アンシャン・レジーム、権威、階級、カトリック教会の支柱に依存しない人々の共同体を再構築する基礎となるものを探した。彼の生涯の期間は、資本主義と自由貿易政策の台頭の時代でありまた、組織的労働者の運動の台頭の時代であった。一運動としての空想的な社会主義は、社会の中にある宗教的要求と物質的要求の調和を試みた。ルルーのこの理念の最も綿密な解説は1840年に最初の出版をした彼の学説『de l'Humanité 』の中で発見されている。この著作と他の著作で彼は人間の要求と独自性の相互概念を論じ、破壊された個性に代わる人類の相互依存関係を強調した。